# Elisha Owusu
Elisha Owusu (ur. 7 listopada 1997 w Montreuil) – ghański piłkarz pochodzenia francuskiego, grający na pozycji defensywnego pomocnika we francuskim klubie AJ Auxerre oraz w reprezentacji Ghany. Uczestnik Pucharu Narodów Afryki 2023.
Został powołany na Mistrzostwa Świata w 2022 roku, jednak nie rozegrał żadnego spotkania.

## Kariera klubowa
Swoją piłkarską karierę Owusu rozpoczął w klubie Olympique Lyon. W 2015 roku zaczął grać w zespole rezerw, w których zadebiutował 21 marca 2015 w przegranym 1:2 wyjazdowym meczu z Grenoble Foot 38. W zespole rezerw Lyonu grał do 2018 roku.
Latem 2018 Owusu został wypożyczony do FC Sochaux-Montbéliard. 27 lipca 2018 zadebiutował w nim w Ligue 2 w przegranym 0:1 wyjazdowym meczu z Grenoble Foot 38. Zawodnikiem Sochaux był przez rok.
1 lipca 2019 Owusu został zawodnikiem belgijskiego KAA Gent, do którego trafił za milion euro. W pierwszej lidze belgijskiej swój debiut zaliczył 28 lipca 2019 w zremisowanym 1:1 wyjazdowym meczu z Royalem Charleroi.
| Sezon   | Klub                   | Kraj    | Rozgrywki              | Mecze | Gole |
| ------- | ---------------------- | ------- | ---------------------- | ----- | ---- |
| 2014/15 | Olympique Lyon B       | Francja | Championnat National 2 | 5     | 1    |
| 2015/16 | Olympique Lyon B       | Francja | Championnat National 2 | 1     | 0    |
| 2016/17 | Olympique Lyon B       | Francja | Championnat National 2 | 18    | 0    |
| 2017/18 | Olympique Lyon B       | Francja | Championnat National 2 | 25    | 1    |
| 2018/19 | FC Sochaux-Montbéliard | Francja | Ligue 2                | 33    | 0    |
| 2019/20 | KAA Gent               | Belgia  | Eerste klasse A        | 27    | 0    |
| 2020/21 | KAA Gent               | Belgia  | Eerste klasse A        | 25    | 0    |

## Sukcesy

### KAA Gent
- Puchar Belgii: 2022